# Червоное (усадьба)
Дворец Терещенко — находится в населённом пункте Червоное Житомирской области. До Октябрьской революции принадлежало семье фабрикантов Терещенко. Ныне памятник архитектуры — в руинах.

## История
Господский дом выстроен в 1851 году графом Адольфом Норбертом Эразмом Грохольским. После его смерти в 1863 году его жена продала Червоное с неоготическим особняком Николаю Артемьевичу Терещенко. Перед главным входом во дворец расположен сад, посреди которого возвышается чугунный фонтан.
В 1909 году на территории поместья был основан Авиационный завод Терещенко — мастерские, в которых проектировали и собирали самолёты.
В 1917 году после Октябрьской революции дворец был экспроприирован. В 1920 годах во дворце Терещенко была коммуна беспризорников. В 1928 году дворец пережил пожар, который повредил здание и изначальные интерьеры.
Во время оккупации в здании была нацистская комендатура. Впоследствии во дворце был размещён ПТУ. После того, как в начале 1990-х ПТУ было предоставлено другое здание, дворец стал разрушаться.
В 1990-х годах дворец был передан женскому монастырю Рождества Христова Украинской православной церкви (Московского патриархата). Стоит в руинах. На дворцовом портике сохранился родовой герб.
В августе 2023 года Хозяйственный суд Житомирской области вернул дворец в государственную собственность.
Вблизи Червонного сохранилось ещё одно имение семьи Терещенко — двухэтажный дворец Андрушевка.

## Архитектура
Здание выполнено в стиле английской неоготики. Архитектор здания — не известен. Изначально дворец насчитывал три этажа и был симметричным четырёхугольником с башней на главном фасаде, а также двумя башнями по бокам здания. Дворец был окружен парком с садами общей площадью 58 га. Парк имел два озера и островок с беседкой.